# مایکل اوشی (هنرپیشه)
مایکل اوشی (انگلیسی: Michael O'Shea; ۱۷ مارس ۱۹۰۶ – ۴ دسامبر ۱۹۷۳) یک هنرپیشه اهل ایالات متحده آمریکا بود.
او در فیلم سگ‌های شکاری برادوی بازی کرده‌است.

## درگذشت
او در سال 1973 بر اثر حمله قلبی در دالاس درگذشت، در حالی که قرار بود با مایو در یک فیلم Forty Carats به تور برود.